# Hoplopagrus guentherii
Hoplopagrus guentherii е вид лъчеперка от семейство Lutjanidae, единствен представител на род Hoplopagrus.

## Разпространение
Видът е разпространен в Гватемала, Еквадор, Колумбия, Коста Рика, Мексико, Никарагуа, Панама, Салвадор и Хондурас.